# Bera (kommun i Spanien)
Bera är en kommun i Spanien.   Den ligger i provinsen Provincia de Navarra och regionen Navarra, i den nordöstra delen av landet, 400 km nordost om huvudstaden Madrid. Antalet invånare är 3 798.